# Pontins Professional 1979
Das Pontins Professional 1979 war ein professionelles Snooker-Einladungsturnier im Rahmen der Saison 1978/79. Das Turnier wurde vom 5. bis zum 12. Mai 1979 im zur Freizeitparkkette Pontins gehörenden Pontins Prestatyn Sands Holiday Park im Seebad Prestatyn in Nordwales ausgetragen. Sieger wurde der Waliser Doug Mountjoy, der im Finale den Engländer Graham Miles mit 8:4 besiegte. Mountjoys Landsmann und Titelverteidiger Ray Reardon spielte mit einem 132er-Break das höchste Break des Turnieres.

## Preisgeld
Gesponsert wurde das Turnier wie auch die vorherigen Ausgaben von Pontins. Im Vergleich zum Vorjahr blieb dabei das Preisgeld unverändert; erneut wurden insgesamt 2.000 Pfund Sterling ausgezahlt, von denen mit 1.500 £ der Großteil auf den Sieger entfiel.
|              | Preisgeld |
| ------------ | --------- |
| Sieger       | 1.500 £   |
| Finalist     | 500 £     |
| Halbfinalist | –         |
| Gruppenphase | –         |
| Insgesamt    | 2.000 £   |

## Turnierverlauf
Im Gegensatz zum Vorjahr nahmen in diesem Jahr nur acht statt zwölf Spielern am Turnier teil. Wie aber schon in den beiden vorherigen Ausgaben startete das Turnier mit einer Gruppenphase, die diesmal aus zwei Vierer-Gruppen bestand. Nachdem ein einfaches Rundenturnier ausgespielt wurde, rückten die beiden besten Spieler jeder Gruppe ins Halbfinale vor. Ab diesem wurde im K.-o.-System der Turniersieger ausgespielt. Während alle Gruppenspiele über genaue sieben Frames gingen, fand das Halbfinale im Modus Best of 7 Frames und das Finale im Modus Best of 15 Frames statt.

### Gruppenphase

#### Gruppe A
| Platz | Spieler       | Partien | S | N | Frames | Diff. | Pkt |
| ----- | ------------- | ------- | - | - | ------ | ----- | --- |
| 1     | Doug Mountjoy | 3       | 2 | 1 | 14:7   | +7    | 4   |
| 2     | Graham Miles  | 3       | 2 | 1 | 12:9   | +3    | 4   |
| 3     | John Spencer  | 3       | 2 | 1 | 11:10  | +1    | 4   |
| 4     | Perrie Mans   | 3       | 0 | 3 | 5:16   | −11   | 0   |

| Spiel | Spieler 1     | Ergebnis | Spieler 2     |
| ----- | ------------- | -------- | ------------- |
| 1     | Doug Mountjoy | 16:16    | Perrie Mans   |
| 2     | Graham Miles  | 34:34    | Doug Mountjoy |
| 3     | Graham Miles  | 25:25    | Perrie Mans   |
| 4     | John Spencer  | 25:25    | Perrie Mans   |
| 5     | John Spencer  | 34:34    | Graham Miles  |
| 6     | Doug Mountjoy | 25:25    | John Spencer  |

#### Gruppe B
| Platz | Spieler      | Partien | S | N | Frames | Diff. | Pkt. |
| ----- | ------------ | ------- | - | - | ------ | ----- | ---- |
| 1     | Steve Davis  | 3       | 3 | 0 | 15:6   | +9    | 6    |
| 2     | Ray Reardon  | 3       | 2 | 1 | 12:9   | +3    | 4    |
| 3     | Fred Davis   | 3       | 1 | 2 | 8:13   | −5    | 2    |
| 4     | Ian Anderson | 3       | 0 | 3 | 7:14   | −7    | 0    |

| Spiel | Spieler 1   | Ergebnis | Spieler 2    |
| ----- | ----------- | -------- | ------------ |
| 1     | Fred Davis  | 34:34    | Ian Anderson |
| 2     | Ray Reardon | 16:16    | Ian Anderson |
| 3     | Ray Reardon | 25:25    | Fred Davis   |
| 4     | Steve Davis | 16:16    | Ray Reardon  |
| 5     | Steve Davis | 34:34    | Ian Anderson |
| 6     | Steve Davis | 25:25    | Fred Davis   |

### K.-o.-Phase
|  | Halbfinale Best of 7 Frames | Halbfinale Best of 7 Frames |               |              | Finale Best of 15 Frames | Finale Best of 15 Frames |
|  |                             |                             |               |              |                          |                          |
|  |                             |                             |               |              |                          |                          |
|  | Doug Mountjoy               | 4                           |               |              |                          |                          |
|  | Ray Reardon                 | 3                           |               |              |                          |                          |
|  |                             |                             | Doug Mountjoy | 8            |                          |                          |
|  |                             |                             |               | Graham Miles | 4                        |                          |
|  | Steve Davis                 | 0                           |               |              |                          |                          |
|  | Graham Miles                | 4                           |               |              |                          |                          |
|  |                             |                             |               |              |                          |                          |

#### Finale
Der Waliser Doug Mountjoy hatte dank zweier souveräner Siege die Gruppenphase als Erstplatzierter seiner Gruppe überstanden und traf im Halbfinale auf den sechsfachen Ex-Weltmeister und Titelverteidiger Ray Reardon, der seinerseits ebenfalls Waliser war und den zweiten Platz der Gruppe B belegt hatte. In einem knappen Spiel konnte sich Mountjoy mit 4:3 für das Finale qualifizieren. Im Finale traf er nun auf den Engländer Graham Miles, der einige Jahre zuvor mal Vize-Weltmeister geworden war, sonst aber nur wenige Erfolge vorweisen konnte. Er hatte knapp vor John Spencer und hinter Mountjoy den zweiten Platz seiner Gruppe belegt und besiegte im Halbfinale mit 4:0 überraschend deutlich den aufstrebenden Steve Davis, der zuvor ohne Niederlage die Gruppenphase überstanden hatte.
Vom Finale sind keine genauen Frame-Ergebnisse überliefert. Am Ende siegte Mountjoy jedoch mit 8:4 und gewann damit zum ersten Mal das Pontins Professional.
| Finale: Best of 15 Frames Pontins-Freizeitpark, Prestatyn, Wales, 12. Mai 1979 |                |              |
| Doug Mountjoy                                                                  | 8:4            | Graham Miles |
| unbekannt                                                                      |                |              |
| –                                                                              | Höchstes Break | –            |
| –                                                                              | Century-Breaks | –            |
| –                                                                              | 50+-Breaks     | –            |

## Century Breaks
Insgesamt spielten während des Turnieres drei Spieler je ein Century Break:
- Ray Reardon: 132
- Fred Davis: 100
- Graham Miles: 100